# Wilhelm Kralik
Wilhelm Kralik Ritter von Meyrswalden (17. prosince 1806 Nové Hutě – 9. května 1877 Vimperk) byl německo-český výrobce skla v Pošumaví povýšený do šlechtického stavu, zakladatel podnikatelského rodu Kralik-Meyrswalden.

## Život

### Mládí
Narodil se v Nových Hutích na Šumavě. Vyrůstal ve skromných poměrech, jeho otec Wenzel Kralik (* 1769 Mehlhüttl; † 24. května 1835 Neugebäu) byl tesař, hostinský a puškař. Jeho děd Georg Kralik (* 1738 Pláně, Čechy; † 24. března 1813 Zdíkovem) byl tesařem.
Roku 1831 se oženil s Annou Marií Pinhak, neteří Johanna Meyra (* 1775 Silberberg – 17. ledna 1841), majitele sklárny, kmotra a sponzora Králikových studií na polytechnice ve Vídni. Protože Meyr zůstal bezdětný, rozhodl se Kralikovi přenechat rodinný šlechtický titul „Meyrswalden“. Není známo, proč bylo ke jménu „Meyr“ přidána koncovka „walden“. Předpokládá se, že to mělo za cíl vytvořit spojení s jeho domovinou, Českým lesem (Böhmerwald).

### Kariéra
Po převzetí vedení Meyrových skláren se svým bratrancem Josefem Taschenkem pak firma nadále zdárně prosperovala pod jménem Meyr's Neffe. Výrobky těchto českých skláren, tzv. pod „Kralikovo sklo“, dosahovaly té nejvyšší kvality a dodnes jsou obchodovány jako vyhledávané sběratelské předměty. Jedna z Kralikových skláren, „Adolf“ nedaleko Vimperka byla považována za první moderní uměleckou sklárnu v Evropě. Jméno Adolf získala sklárna na počest Jana Adolfa II. knížete ze Schwarzenbergu, který vlastnil zdejší panství a přilehlé lesní plochy. Podle jeho manželky, princezny Eleonore, také získalo jméno město Eleonorenhain (Lenora).
Šest měsíců po smrti své manželky Anny Marie se roku 1851 oženil s Louise Lobmeyrovou. Toto manželství prohloubilo jeho osobní i obchodní vztahy s významným vídeňským průmyslníkem Ludwigem Lobmeyrem, bratrem jeho ženy Louise a jedním z nejvýznamnějších sklářských odborníků té doby. Navzdory obavám své rodiny z věkového rozdílu 19letá Louise se sňatkem s 45letým vdovcem souhlasila. S rodinnými vazbami na Lobmeyrův podnik mohl Kralik v Čechách rozšířit své sklárny, jejichž výrobky později dosáhly světového věhlasu. Ve sklárnách firmy docházelo také k dětské práci, která však byla v té době běžná.
Rovněž byl milovníkem hudby a vášnivým amatérským houslistou.

### Úmrtí
Wilhelm Kralik zemřel 9. května 1877 ve svém sídle u sklárny Adolf u Vimperka ve věku 70 let. Pohřben byl v rodinné hrobce na hřbitově v Horní Vltavici. která se stala rodovým pohřebištěm rodiny Kralik von Meyrswalden.

### Po smrti
Sklárnu následně zdědil jeho syn Heinrich Kralik von Meyrswalden a firma pak nadále fungovala pod názvem Wilhelm Kralik Sohn (Synové Wilhelma Kralika).

### Ocenění
Krátce před svou smrtí byl Kralik 11. dubna 1877 vyznamenán císařem Františkem Josefem I. Řádem železné koruny III. třídy jako uznání jeho průmyslové a humanitární práce. Rod byl rovněž povýšen do dědičného rytířského stavu. Od té doby směl on a jeho legitimní potomci používat titul „rytíř z Meyrswaldenu“ a dostali také erb. Uprostřed erbu je vyobrazen dvouocasý český lev, který v pravé tlapě a nad dvěma průmyslovými hřebenovými koly drží skleněnou lahvičku s olejem, jakožto symbol českých skláren.
Byl také držitelem následujících dalších řádů a vyznamenání :
- rytíř Řádu Františka Josefa
- Zlatý záslužný kříž s korunou
- Carská medaile za zásluhy na stuze Řádu svaté Anny

### Rodina
Oženil se s Annou Marií Pinhak (25. února 1814 Sofienwald, Čechy – 19. listopadu 1850 Lenora). Anna Maria zemřela ve věku 36 let a porodila svému manželovi Wilhelmovi za 19 let manželství třináct dětí.
Šest měsíců po smrti své první manželky se oženil s Louise Lobmeyrovou (25. dubna 1832 Vídeň – 3. října 1905 Vídeň-Vorderbrühl). S ní zplodil dalších 5 dětí, včetně Richarda Králíka a Mathilde Králíkové. Do konce svého života v roce 1877 zplodil celkem 18 dětí.

## Galerie

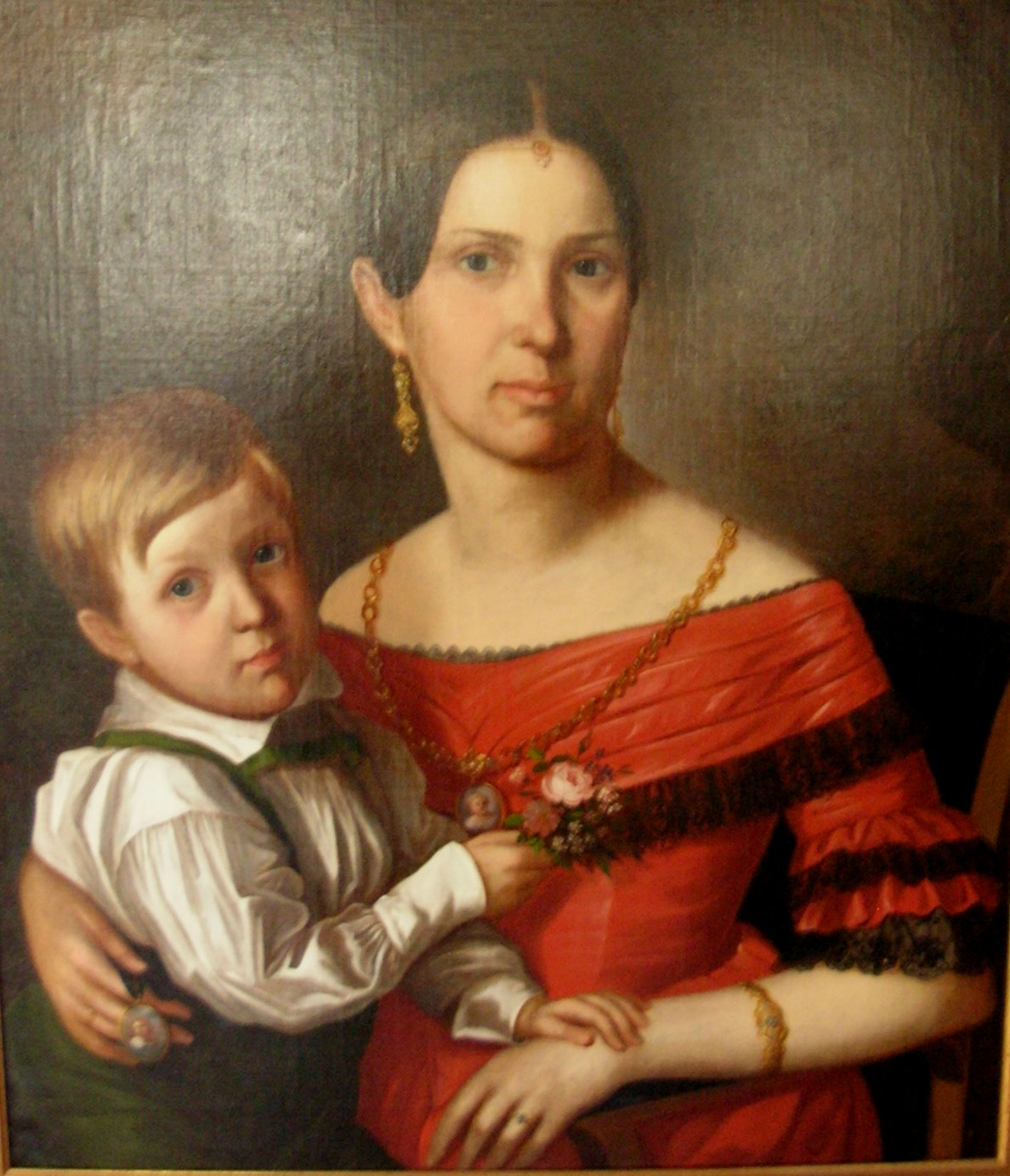
Wilhelmova 1. manželka Anna Maria rozená Pinhak se synem Karlem, obraz kolem roku 1840
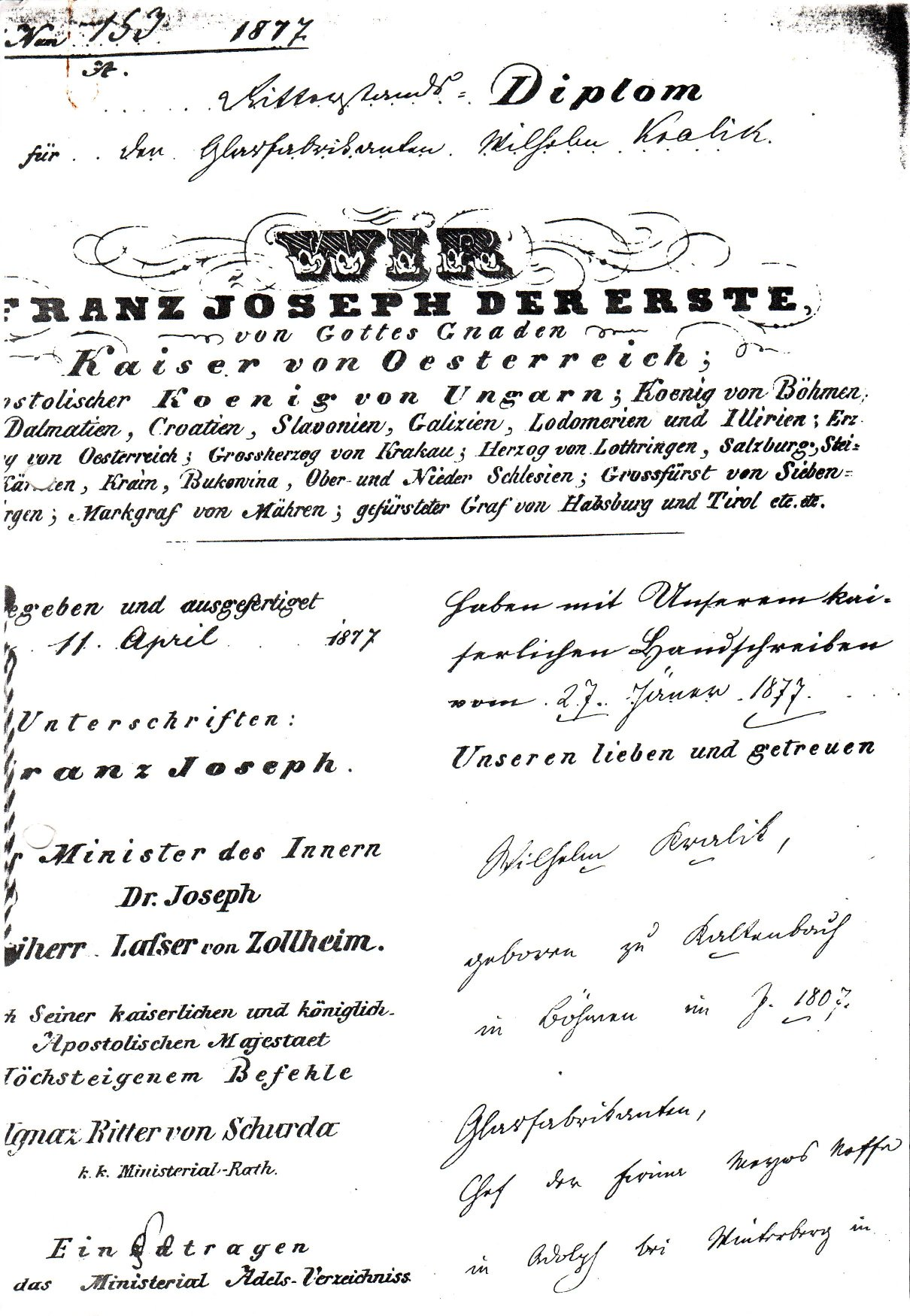
Kancelářský výtisk rytířského diplomu pro Wilhelma Králíka (1877), 1. stupeň
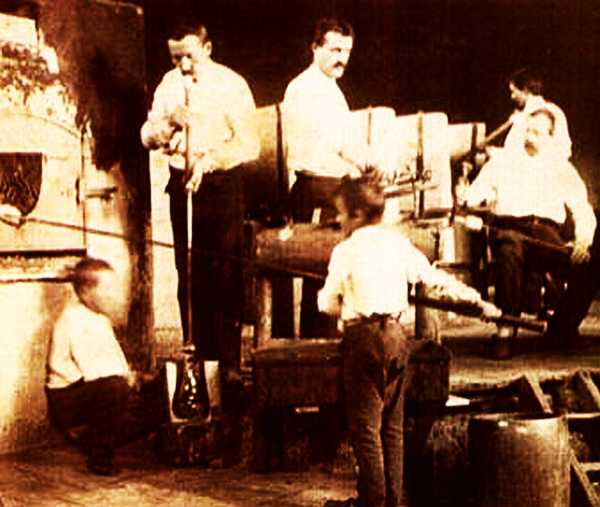
Fotografie od Wilhelma Kralika Sohna v Eleonorenhain 1890